# Laszczyny
Laszczyny (1968–?? Leszczyny) – wieś w Polsce położona w województwie podkarpackim, w powiecie leżajskim, w gminie Grodzisko Dolne. Leży nad Wisłokiem.
W latach 1975–1998 miejscowość administracyjnie należała do województwa rzeszowskiego.
W miejscowości znajduje się 3-klasowa szkoła podstawowa.

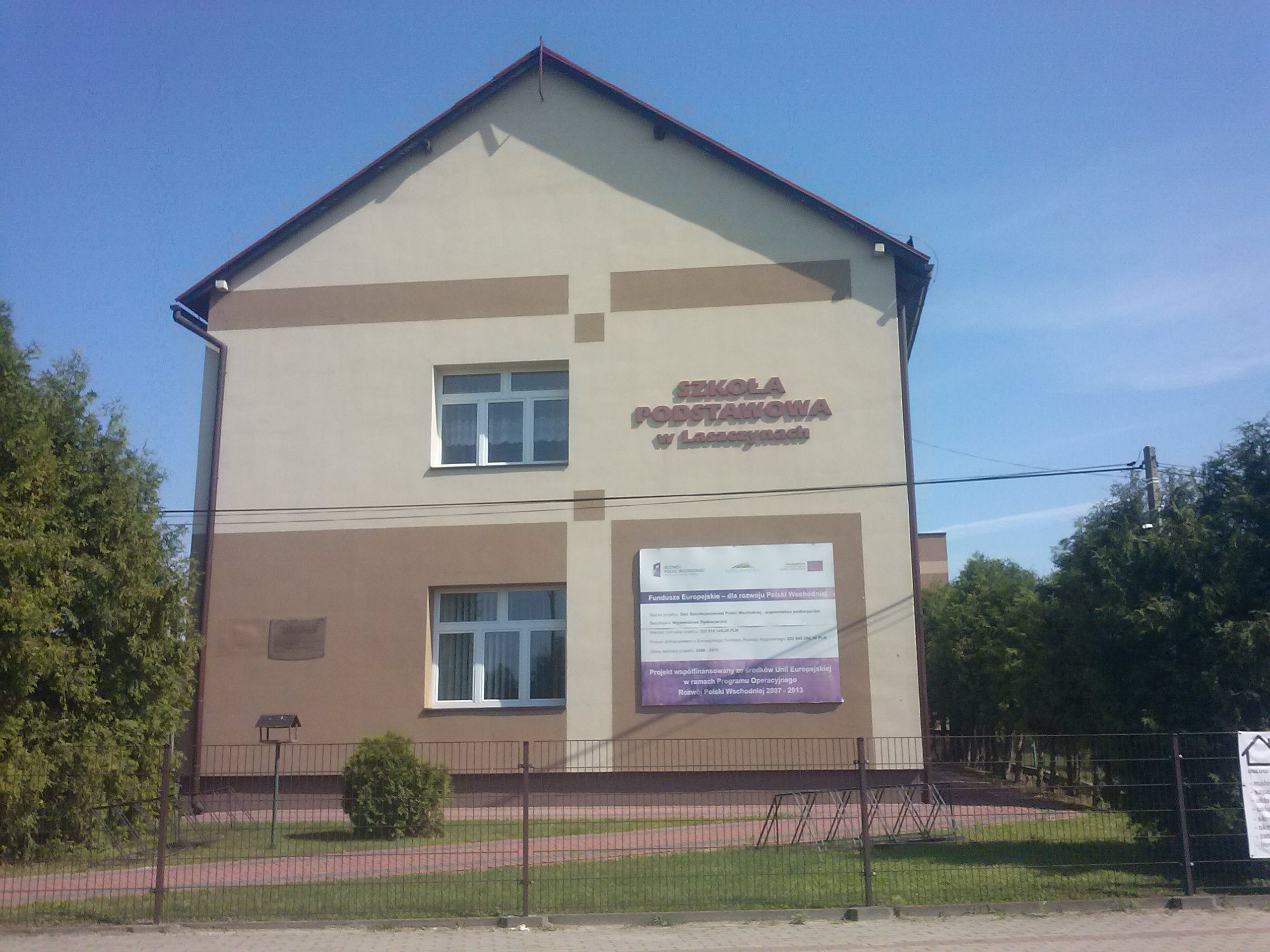
Szkoła podstawowa